# Козак Богдан Михайлович
Богда́н Миха́йлович Коза́к (2005—2024) — український військовослужбовець, учасник російсько-української війни, кавалер ордена «За мужність» III ступеня.

## Життєпис
Народився 16 березня 2005 року в місті Львів.
У 2020—2023 роках навчався у львівському ВПУ харчових технологій. Захоплювався футболом, боксом, учасник всеукраїнських змагань з футзалу.
По досягненні повноліття підписав контракт з 3 ОШБр. Проходив військову підготовку у місті Толедо, Іспанія.
Загинув 9 лютого 2024 року в Донецькій області.
Без Богдана лишились дві бабусі, дідусь, батьки й сестра.

## Нагороди
- Орден «За мужність» III ступеня[2].